# Foreign Sovereign Immunities Act
La Foreign Sovereign Immunities Act (FSIA) (en français : la loi sur les immunités des États étrangers) de 1976 est une loi américaine, codifiée au titre 28, §§ 1330, 1332, 1391(f), 1441(d) et 1602-1611 du code des États-Unis, qui établit les limites quant à la possibilité de poursuivre une nation souveraine étrangère (ou ses subdivisions politiques, agences ou instruments) devant les tribunaux américains, fédéraux ou d'État.
Elle établit également des procédures spécifiques pour la signification des actes de procédure, la saisie des biens et l'exécution des jugements dans les procédures contre un État étranger. La FSIA constitue la base et le moyen exclusifs d'intenter une action en justice contre un État souverain étranger aux États-Unis. Elle a été promulguée par le président américain Gerald Ford le 21 octobre 1976.
Depuis l'adoption de la FSIA en 1976, de nombreux problèmes juridiques ont surgi en raison des multiples interprétations de la loi, ce qui a conduit à la formation d'un groupe de travail de l'American Bar Association qui cherche à réformer la FSIA.

## Historique
L'immunité souveraine est depuis longtemps la norme dans les tribunaux américains. Dans une première affaire, The Schooner Exchange v. M'Faddon, 11 U.S. 116 (1812), la Cour suprême a jugé qu'une partie privée ne pouvait pas poursuivre le gouvernement français. Dans cette affaire, la Cour suprême a conclu qu'un plaignant ne peut pas poursuivre un État souverain étranger qui revendique la propriété d'un navire de guerre qui s'était réfugié à Philadelphie. S'appuyant sur les principes de la common law, les tribunaux américains ont régulièrement refusé d'entendre les plaintes contre des gouvernements étrangers, même lorsque ces plaintes concernaient des activités commerciales. En outre, les tribunaux s'appuyaient généralement sur les suggestions d'immunité déposées par le département d'État américain dans les actions contre les souverains étrangers. En 1952, le département d'État américain, notant le développement des principes d'immunité dans d'autres nations, a adopté la théorie restrictive de l'immunité souveraine (Restrictive Theory of Sovereign Immunity) selon laquelle les actes publics (Jure Imperii) d'un État étranger ont droit à l'immunité, tandis que les actes privés (Jure Gestionis) ne l'ont pas.
Les États-Unis ont été la première nation à codifier le droit de l'immunité souveraine étrangère par une loi. La FSIA avait trois grands objectifs : 
1. transférer la responsabilité de la détermination de l'immunité du département d'État au pouvoir judiciaire ;
2. définir et codifier la théorie « restrictive » de l'immunité ;
3. fournir un régime complet et uniforme pour les litiges contre les États et les organismes gouvernementaux étrangers.

Bien que la loi place la détermination de l'immunité souveraine entre les mains du pouvoir judiciaire, de nombreux tribunaux ont exprimé leur réticence à considérer qu'un défendeur est un État souverain si l'« État » en question est un État que le gouvernement des États-Unis n'a pas officiellement reconnu, même si l'on peut soutenir que le défendeur répond à la définition d'un État en vertu du droit international.
La promulgation en 2016 du Justice Against Sponsors of Terrorism Act (loi sur la justice contre les commanditaires du terrorisme) a permis aux citoyens américains de poursuivre des puissances étrangères pour des actes terroristes commis sur le sol américain.

## Statut juridictionnel
En pratique, la FSIA est principalement une loi juridictionnelle. Pour l'essentiel, elle indique quelles conditions doivent être remplies pour qu'une action en justice puisse être intentée contre un État étranger, et non quel comportement d'un État souverain étranger peut donner lieu à une action. Si un défendeur étranger est considéré comme un « État étranger » au sens de la FSIA, la loi prévoit qu'il bénéficie de l'immunité devant tout tribunal américain — fédéral ou d'État — à moins qu'une exception statutaire à l'immunité ne s'applique. L'applicabilité d'une exception à l'immunité est une question de compétence matérielle, ce qui signifie que s'il n'y a pas d'exception à l'immunité, un tribunal ne peut pas entendre la demande et doit rejeter la poursuite. 
En vertu de la FSIA, la charge de la preuve incombe initialement au défendeur qui doit établir qu'il est un « État étranger », au sens de la FSIA, et qu'il a donc droit à l'immunité souveraine. Le terme « État étranger » est défini à l'article 28 U.S.C. § 1603(a),(b). Une fois que le défendeur a établi qu'il était un État étranger, pour que l'action en justice puisse être engagée, le demandeur doit prouver que l'une des exceptions à l'immunité prévues par la loi s'applique. Les exceptions définissent à la fois les types d'actions pour lesquelles l'immunité ne s'applique pas et le lien territorial requis pour que les tribunaux américains puissent statuer.
Les exceptions sont énumérées aux articles 1605, 1605A et 1607 du titre 28 du Code des États-Unis. Les exceptions les plus courantes sont celles où l'État étranger renonce à l'immunité (§ 1605(a)(1)) ou accepte de soumettre un différend à l'arbitrage (§ 1605(a)(6)), se livre à une activité commerciale (§ 1605(a)(2)), commet un délit aux États-Unis (tel qu'un accident de la circulation) (§ 1605(a)(5)) ou exproprie des biens en violation du droit international (§ 1605(a)(3)). La FSIA exclut également l'immunité dans les cas impliquant certaines demandes reconventionnelles (§ 1607) et des demandes en matière d'amirauté (§ 1605(b)). La section 221 de l'Antiterrorism and Effective Death Penalty Act de 1996 (loi de 1996 sur l'antiterrorisme et la peine de mort effective) a ajouté une exception pour les victimes américaines du terrorisme, pour tout gouvernement désigné par le département d'État comme parrain du terrorisme. L'amendement Flatow (en), du nom de l'avocat Stephen Flatow qui s'est battu pour poursuivre l'Iran à la suite de l'attentat suicide qui a tué sa fille Alisa en 1995, a également été ajouté en 1996 et rend les responsables de tels attentats responsables devant les tribunaux.
En réponse à la décision rendue dans l'affaire Cicippio-Puleo contre la République islamique d'Iran, qui rendait difficile l'engagement de poursuites privées contre des nations étrangères, même avec l'amendement Flatow, la National Defense Authorization Act for Fiscal Year 2008  (loi sur l'autorisation de la défense nationale pour l'exercice 2008) a considérablement élargi les exceptions en matière de terrorisme en les transférant dans leur ensemble au § 1605A, et en rendant les nations étrangères responsables des actions de leurs agents dans le cadre de poursuites judiciaires et en étendant les exceptions pour la torture, les exécutions extrajudiciaires, le sabotage d'avions et la prise d'otages,.
En 2016, la Justice Against Sponsors of Terrorism Act (loi sur la justice contre les commanditaires du terrorisme) a supprimé l'obligation d'inscrire officiellement un État commanditaire du terrorisme, de sorte que les familles des victimes des attentats du 11 septembre ont pu poursuivre l'Arabie saoudite.

## Portée et applicabilité

### Application rétroactive
En 2004, la Cour suprême a jugé dans l'affaire Republic of Austria v. Altmann, 541 U.S. 677 (2004) que la FSIA s'applique rétroactivement. Dans cette affaire, les descendants de propriétaires de tableaux célèbres réclamaient au gouvernement autrichien la restitution de ces tableaux, qui auraient été saisis pendant l'ère nazie. En conséquence de l'arrêt Altmann, pour les poursuites intentées après la promulgation de la FSIA (1976), les normes d'immunité de la FSIA et ses exceptions s'appliquent, même si le comportement a eu lieu avant la promulgation de la FSIA.

## Définition de «État étranger»
La FSIA ne s'applique qu'aux actions en justice impliquant un « État étranger ». La FSIA définit l'« État étranger » comme incluant trois entités :
- Un État étranger
- Une subdivision politique d'un État étranger
- Une « agence ou un instrument » d'un État étranger

28 USC § 1603 (a)
Par « agence ou instrument », on entend alors toute entité qui :
- Possède une identité juridique distincte et est soit :
  - Un « organe d'un État étranger ou d'une subdivision politique »
  - A une « majorité [...] d'actions ou autre participation » détenue par un État étranger ou une subdivision politique

28 USC § 1603 (b)

## Exception pour les activités commerciales
L'exception la plus importante à l'immunité souveraine est celle relative à l'activité commerciale, 28 U.S.C. § 1605(a)(2). Cette section prévoit trois bases sur lesquelles un plaignant peut poursuivre un « État étranger » :
- Lorsque la demande du plaignant est fondée sur une activité commerciale exercée aux États-Unis par l'État étranger.
- Lorsque la demande du plaignant est fondée sur un acte de l'État étranger accompli aux États-Unis dans le cadre d'une activité commerciale exercée en dehors des États-Unis.
- Lorsque la demande du demandeur est fondée sur un acte de l'État étranger qui est accompli en dehors des États-Unis dans le cadre d'une activité commerciale exercée en dehors des États-Unis et qui a un effet direct aux États-Unis.

Pour déterminer si les activités de l'État étranger sont commerciales, la FSIA exige que les tribunaux examinent la nature de l'acte lui-même, plutôt que le but dans lequel le souverain étranger s'est engagé dans cet acte. 28 U.S.C. 1603(d). Par exemple, l'exploitation d'un système de transport payant serait probablement un acte commercial, tandis que l'imposition d'amendes pour les contraventions de stationnement serait un acte public, même si le premier a été entrepris pour fournir un service public et le second pour générer des recettes.